# انژکتور

دیاگرام یک نوع افشانک

افشانک یا پاشانه (تزریق کننده),  یک نازل برای تزریق سوخت، هوا و بخار آب تحت فشار می‌باشد. این وسیله اولین بار توسط یک شخص فرانسوی به نام آنری ژیفار در سال ۱۸۵۸ (میلادی) اختراع شد.

## انژکتور موتور بنزینی

نمای برش خورده یک افشانک موتور بنزینی به هنگام عبور جریان الکتریکی سیم پیچ آهن‌ربا شده و مسیر عبور سوخت باز می‌شود

افشانک ها از انواع شیرهای سولنوییدی هستند و عمل باز و بسته شدن مجرای خروجی انژکتور توسط فرمان صادره از واحد کنترل (ECU) صورت می‌گیرد برای این منظور در انتهای سوزن انژکتور یک سولنویید وجود دارد که هنگام صدور فرمان از واحد کنترل (ECU) جریان ضعیفی از درون سیم پیچ آن عبور کرده و باعث مغناطیسی شدن هسته آن شده و سبب به حرکت درآمدن سوزن انژکتور می‌گردد.
افشانک ها نقش بسیار مهمی در سیستم سوخت رسانی اتومبیل های امروزی دارند. سوخت رسانی بوسیله انژکتور کامل و بسیار دقیق تر از سوخت رسانی کاربراتوری است. زمان و نحوه پاشش سوخت توسط انژکتورها براحتی توسط واحد کنترل الکترونیکی تنظیم می‌شود. پاشش سوخت انژکتور ‌‌‌‌‌‌‌‌‌‌‌میتواند از کمترین زاویه (حلقه بسته) تا بیشترین زاویه (حلقه‌باز) تغییر کند. این تغییر نوع پاشش تاثیر بسزایی در کارکرد بهینه موتور در دورهای مختلف دارد. زمان اتصال ولتاژ به سیم پیچ سلونویید انژکتور مقدار پاشش سوخت و ولتاژ متصل شده به سیم پیچ زاویه حلقه پاشش را تعیین میکند.

## اجزاءافشانک
مهمترین اجزاء انژکتور شامل موارد زیر می باشد :
- ورودی سوخت یا اورینگ
- فیلتر سوخت
- بدنه
- فنر برگشت دهنده یا سلونوئید
- سوزن انژکتور
- خروجی سوخت
- درپوش محافظ